# 東北海軍
東北海軍，在中華民國北洋政府時期，由東北奉系軍隊建立並控制的海軍部隊。

## 歷史
1917年，北京政府派遣江亨、利捷、利綏、利川等艦遠赴東三省的黑龍江，以防範俄國革命後中俄邊境的動亂。這是東北第一隻正規海軍艦隊。
1920年，廟街事件，江亨艦長陳世英借炮給蘇俄紅軍，炮轟日本驻廟街領事館。日本扣留江亨艦，後經長期交涉，日本方才歸邏。1920年4月，吉黑江防籌備處購買三艘江輪，改裝為軍艦，成立吉黑江防艦隊。之後因經費不足，奉軍張作霖提供經費，江防艦隊慢慢成為奉軍的一部份。
第一次直奉战争奉军惨败，当张作霖的专列退经秦皇岛时，突遭直系控制的中央海军的猛烈炮击，几乎击中张作霖的火车专列，使专列白天不敢通过、晚上不敢明灯。第一次直奉战争后张作霖宣布东三省脱离北洋政府，实施联省自治。1922年将吉黑江防舰队脱离海军部管辖，改属东三省保安司令部指挥，设东北航警处，任命沈鸿烈为处长，负责创建海军事务，揭开东北海军的创建序幕。
张作霖深感“盖谋东北海军之强盛，要创办海军，必须先培训各项人才为主，而教育机关，实其命脉之所寄。”1923年1月，海军上将沈鴻烈在葫芦岛炮台山右侧的一座洋楼饭店里（当时大连、安东均为日本控制）創辦東北航警學校（青島海軍學校的前身），逐步建立奉系海軍。张学良任葫芦岛海军学校监督，留日海军凌霄为首任校长。设立初级军官班和学兵班，军官班设航海、轮机专业，招收高中生，学制3年，实习1年。课程设置有国文、英文、数学、化学、测量、船艺、鱼（水）雷、枪炮、通信、陆战、航海、天文、气象、蒸汽机、内燃机、锅炉学、造船学和电机学等，毕业后授予少尉军衔。学兵班招收16岁以上高小毕业生入校，校训、舰训共2年，培养舰艇各类专业军士和水兵。军官班共两届，其中航海班48名，轮机班38名。学兵班8期共毕业1500人，大多分配到东北海军各舰任职。东北易帜后东北航警学校改属国民政府军事委员会东北行营管辖。1930年，改名为葫芦岛海军学校。1931年底，葫芦岛海军学校迁至威海刘公岛。1933年8月，又迁至青岛，改名为青岛海军学校，归属国民政府军事委员会北平分会管辖。
1924年，正式成立东北江海防指挥处，建立江海防舰队，通过外购、改装，组成以镇海、威海、定海、飞鹏4艘军舰为基础的东北海军舰队，以营口为基地，巡防于营口、葫芦岛和秦皇岛沿海一带。
1926年11月，张作霖、沈鸿烈乘北洋的渤海舰队内讧之机，瓦解了渤海舰队，使之全部归属东北海军司令部管辖，把江防、海防、渤海三支舰队合并为东北联合舰队，共有军舰27艘，共3.22万吨，占全国海军总吨位的76.7%；东北海军官兵约3300人，占全国海军官兵总数的61%。東北海軍成為當時中國最強大的海軍單位，形成了与闽系海军南北对峙的局面。张作霖、张学良父子先后兼任东北海军总司令，由海军上将沈鸿烈任副总司令兼代总司令职。总司令部设在沈阳。下轄以原東北軍江防艦隊為主的第一海防艦隊，以原渤海艦隊為主的第二海防艦隊，以及淺水砲艦為主的江防艦隊。东北海军购进法国制造的9架“施来克”型水上飞机8架，专门成立了以母舰镇海号为核心的水上飞机队。这是中国历史上第一艘、也是唯一有实战经历的“航空母舰”，该舰执行了民国海军第一次水面舰艇战斗、第一次舰载机对陆对海的空袭、第一次对上海市进行空袭。1927年3月连云港海战中，镇海号首次用舰载水上飞机，对路上目标与闽系军舰实施空袭，投掷数枚炸弹，重创闽系海军。1927年9月，海圻、镇海号等4舰驶进长江，舰载水上飞机轰炸江南造船厂，这是上海有史以来第一次遭受来自海上的空袭。闽系海军只得缩于长江之内，东北海军控制了沿海的制海权。1928年5月3日，镇海号又出动水上飞机空袭上海。
1928年，皇姑屯事件，張作霖遭日軍炸死。1928年12月10日，奉系正式成立东北江海防总司令部，张学良任海军总司令，沈鸿烈为副总司令。下属海防第一舰队，包括海圻、海琛、肇和、镇海、威海等舰，进驻青岛。海防第二舰队，包括永翔、楚豫、江利、定海等舰，长驻长山岛。東北軍在張學良的領導下，1928年12月29日歸順南京中央政府。東北海軍直屬軍政部，不歸海軍部管理。
1929年张学良发动了中东路事件，南京国民政府对苏联宣战，东北江防舰队與蘇俄的阿穆尔河区舰队爆發三江口之役。
1930年3月18日，中英签署《交收威海卫专约及协定》，中国收回威海卫主权。1930年10月1日，外交次长王家桢、威海卫管理公署徐祖善在东北海军陆战队的陪同下，搭乘海圻号和镇海号前往威海卫进行接收。
1932年春天发生海防第一舰队部下阴谋推翻沈鸿烈的“崂山事件”。1933年6月又发生海防第一舰队部下暗杀沈鸿烈的行动。1933年6月25日自任舰长，1933年7月5日（闰五月十三日）发生薛家岛事件，海防第一舰队的“海圻”、“海琛”和“肇和”3舰南下投靠广东军阀陈济棠。陈济棠命令南下舰艇组成粤海舰队，任命海军少将姜西园为舰队司令。东北海军再次起用已经老旧不堪的镇海号作为主力舰，剩下舰艇人员组成第三艦隊。七七事变爆发。此时沈鸿烈任青岛海陆军总指挥，1937年12月26日第三舰队司令谢刚哲开始了沉船据守的行动，将镇海号等沉入青岛小港码头外。在沉船行动前，东北海军将镇海号等舰上的舰炮、机枪拆卸下来，组建起舰炮总队，先行离开青岛奔赴前线，参加了陆地上的对日作战。

## 外部連結
- 東北艦隊與中蘇海戰